# Dama Ali Terara
Dama Ali Terara (jiný přepis: Däma’ali Tärara nebo Dema’ali Terara; jiný název: Sira’äri Isatä Gämora; italské názvy: (Monte) Dama(i) Ali, Monte Dhamalil) je v současnosti neaktivní, rozlehlá štítová sopka, nacházející se na severozápadním břehu jezera Abbé ve východní Etiopii. Převládající horniny stavby vulkánu jsou bazalty, ale severní, západní a jižní svahy jsou pokryty řetězem ryolitových dómů a lávových proudů. Hlavní kráter sopky je obklopen prstencem satelitních kráterů, kopírujících stěny starší kaldery. Poslední erupce sopky byla zaznamenána v roce 1631, od té doby jsou aktivní pouze fumaroly a hydrotermální prameny, soustředěné v okolí kráteru.